# Marguerite Fabre
Marguerite Fabre (ou Marguerite Camus, née le 28 juin 1920 à Guilly et morte le 9 avril 2005 à Yerres) est une résistante française, membre du Parti communiste. Elle est conseillère municipale de Créteil de 1953 à 1959.

## Biographie

### Enfance et premiers engagements
Marguerite Camus (dite Margot) est née le 28 juin 1920 à Guilly, dans une famille paysanne où elle est l'aînée de quatre enfants. Son père, Guy Camus (1896-1942), est un serrurier électricien qui a participé à la Grande Guerre, sa mère, Irène Poquet (1901-1987), est ouvrière dans une sucrerie, puis travaille ensuite dans différentes usines et devient aide soignante après la guerre. Ils vivent d'abord chez les parents de Guy Camus, à Guilly où naît Marguerite, puis à Toury. Vers 1922, la famille s'installe à Créteil, 20 rue du Mouline puis, dans les années 1930, dans un pavillon au 18bis, rue des Mèches,,,.
Marguerite Camus obtient son Certificat d’études primaires puis suit des cours chez Pigier. Elle commence à travailler comme dactylographe à l'âge de 14 ans et demi chez un photograveur de l’avenue Daumesnil à Paris, dans le 12e arrondissement, puis dans un commerce de la rue de la Roquette.
En 1936, toute la famille Camus rejoint le mouvement syndical via la Confédération générale du travail (CGT). Irène Camus participe à la grève des grands magasins et adhère avec son mari au Parti communiste. Marguerite Camus les suit en 1937 et devient responsable de l'Union des Jeunes Filles de France en 1936-1939. Elle s'y implique dans le soutien aux Républicains espagnols, organisant d'abord des collectes d’argent, puis l’aide alimentaire, les boites de lait notamment et les vêtements pour les familles des réfugiés. 

### La Résistance
Alors que le Parti communiste est interdit et entre dans la clandestinité et que les Allemands occupent Paris, toute la famille reste active, distribuant des tracts, notamment l’Appel du 10 juillet 1940, signé par Maurice Thorez et Jacques Duclos. Marguerite Camus s'occupe de la ronéo pour tirer les tracts, participe à la recherche de lieux pour les cacher et à l'organisation d'un réseau de planques avec, entre autres, Janine Bernardon et participe aux manifestations, comme celle du 11 novembre 1940. Elle devient agente de liaison de la direction du Parti communiste, assure le pont et la liaison entre les Jeunes Filles de France et le Parti communiste clandestin. Elle pense avoir travaillé pour Arthur Dallidet et Maurice Tréand mais ne donne pas beaucoup de détails sur cette période qu'elle qualifie de « difficile ». 
La police française perquisitionne son domicile à plusieurs reprises : une première fois, elle saisit sa machine à écrire, une seconde fois, le 29 décembre 1940, sous la direction du commissaire Gentil, elle trouve des tracts et arrête Marguerite Camus, après l'avoir battue et insultée.

### Guy Camus
Des gendarmes préviennent son frère Pierre et le cachent quelque temps, et son père, mais celui-ci décide de repasser à la maison. Il y est arrêté le 30 décembre au petit matin. Il est emprisonné à la prison de la Santé. Le 30 janvier 1941, le préfet de police de Paris signe l’arrêté ordonnant son internement administratif et le fait transférer à la Maison centrale de Clairvaux dans un groupe de 48 internés administratifs – dont Guy Môquet, Maurice Ténine et seize détenus qui feront, plus tard, partie du convoi des 45 000. Le 26 septembre 1941, Guy Camus fait partie de la centaine d’internés de Clairvaux transférés au “centre de séjour surveillé” (CSS) de Rouillé. Huit mois plus tard, le 22 mai 1942, il fait partie d’un groupe de détenus remis aux autorités d’occupation et transférés au camp allemand de Royallieu à Compiègne. Guy Camus est alors sélectionné, avec plus d’un millier d’otages désignés comme communistes et une cinquantaine d’otages désignés comme juifs, pour être déporté, en représailles des actions armées de la résistance communiste contre l’armée allemande. Le 6 juillet 1942 à l’aube, les détenus sont entassés dans des wagons de marchandises pour un voyage de deux jours et demi, sans ravitaillement, à destination d'Auschwitz. Guy Camus meurt du typhus à Auschwitz le 7 octobre 1942 à l'âge de 46 ans. D'après les témoignages de rescapés, il avait été sélectionné pour la chambre à gaz quelques jours auparavant, alors qu'il était déjà malade,.

### Arrestation de Marguerite Camus
Pour sa part, Marguerite Camus est internée à la Petite Roquette et condamnée à 7 mois et demi de prison. À l’issue de sa peine, elle est placée en internement administratif, notamment au camp de Choisel à Chateaubriant, du 16 septembre 1941 au 12 mai 1942. Elle y fait partie du groupe des Bistouillardes avec d’autres jeunes filles internées, dont Paulette Capliez, Janine Bernardon, Evelyne Bouton, Jacqueline Vannier, Andrée Vermeersch et Odette Lecland.
Elle passe ensuite par le camp du château de Gaillon  d'où elle tente de s’évader en simulant une crise d’appendicite, au camp de Lalande, près de Tours et enfin au camp de la route de Limoges à Poitiers,. Elle est libérée de ce dernier camp fin août 1944.

### L'après-guerre
À la demande du Parti communiste, elle reste sur place pour participer à la lutte contre les poches de résistance de l’armée allemande, au recrutement de l’armée de libération et pour réorganiser le Parti communiste local, décimé par la répression. 
Marguerite Camus se marie le 9 juin 1945, à Créteil, avec Raymond Fabre (1917-2000) qu'elle a connu au camp de Châteaubriant. Son père, lui aussi militant communiste, avait réussi à l'en faire libérer vers mars 1942. Il est modeleur-mécanicien chez Nord Aviation. Ils ont deux fils,.
Marguerite Fabre travaille chez Gévéor à Bercy puis chez un expert judiciaire automobile de Créteil.
Elle est élue conseillère municipale communiste le 26 avril 1953. Aux élections suivantes, le 15 mars 1959, elle est candidate en 5e position sur la liste d’Union des gauches républicaines. 
Elle est, à plusieurs reprises, membre du secrétariat de la section communiste de Créteil.
À la fin de sa vie, elle est domiciliée au 39 rue des Écoles à Créteil, au foyer Joseph-Franceschi. 
Elle décède le 9 avril 2005 à l’hôpital d’Yerres et est incinérée au crématorium de Valenton.